# Hyptia ocellaria
Hyptia ocellaria är en stekelart som först beskrevs av August Schletterer 1886.  Hyptia ocellaria ingår i släktet Hyptia och familjen hungersteklar. Inga underarter finns listade i Catalogue of Life.